# Air Astana
Air Astana (en kazajo: Eir Astana) es una aerolínea con base en Nursultán, Kazajistán. Es la aerolínea nacional del país, y opera vuelos nacionales e internacionales. Sus principales centros operativos son el Aeropuerto Internacional de Nursultán y el Aeropuerto internacional de Almaty. Es una inversión conjunta del Gobierno de Kazajistán (51%) y BAE Systems (49%).

## Historia
La aerolínea se estableció el 14 de septiembre de 2001 y comenzó operaciones el 15 de mayo de 2002. Principalmente la aerolínea se dedica a transporte de pasajeros desde y hacia las ciudades de Nursultán (Antes Astaná) y Almaty con varios destinos Europeos y en Asia.
Hasta el 8 de diciembre de 2016, Air Astana era la única aerolínea kazaja autorizada para volar a la Unión Europea.
Air Astana es el "Transportista Aéreo Oficial de EXPO-2017" [5] y el transportista oficial y socio general de la Winter Universiade 2017, que tuvo lugar del 29 de enero al 8 de febrero de 2017 en Almaty.
En la actualidad, la flota de la aerolínea Air Astana es la más joven de Europa y consta de 57 (hasta octubre de 2024) aviones de fabricación occidental. Como resultado de la reestructuración de la flota y el reemplazo de todos los Airbus A320 y Boeing 767, la antigüedad promedio de la flota de Air Astana disminuyó a 6 años a partir de 2015. La compañía planea ampliar su flota a 34 aviones para 2017. y hasta 43 en 2020. Además, la aerolínea planea comenzar a volar a los Estados Unidos con la llegada del Boeing 787 Dreamliner.
A finales de 2016, la flota de la compañía se reponía por primera vez en los países postsoviéticos del Airbus A320neo (motores Pratt & Whitney PW1000G).
En enero de 2018, la compañía adoptó el primer Airbus A321neo en los países postsoviéticos (motores Pratt & Whitney PW1000G-JM).
En junio de 2018, la flota recibió un segundo Airbus A321neo.
En noviembre de 2018, la aerolínea anunció que planea lanzar su propia aerolínea de bajo costo, llamada FlyArystan.
En diciembre de 2018, la flota de la aerolínea se repuso primero en los países postsoviéticos Embraer 190-E2.
En noviembre de 2019 la aerolínea hizo un pedido de 30 aviones Boeing 737 MAX.

## Servicios
Hacía enero de 2005, Air Astana operaba con los siguientes destinos:
- Destinos domésticos: Aktau, Aktobe, Almaty, Atyrau, Karaganda, Kostanai, Kzylorda, Nursultán, Oral, Öskemen, Pavlodar, Petropavl, Shymkent, y Taraz.

- Vuelos internacionales: Ámsterdam, Bangkok, Pekín, Nueva Delhi, Dubái, Fráncfort, Hanóver, Estambul, Londres, Moscú, Roma y Seúl.

## Flota

### Flota Actual

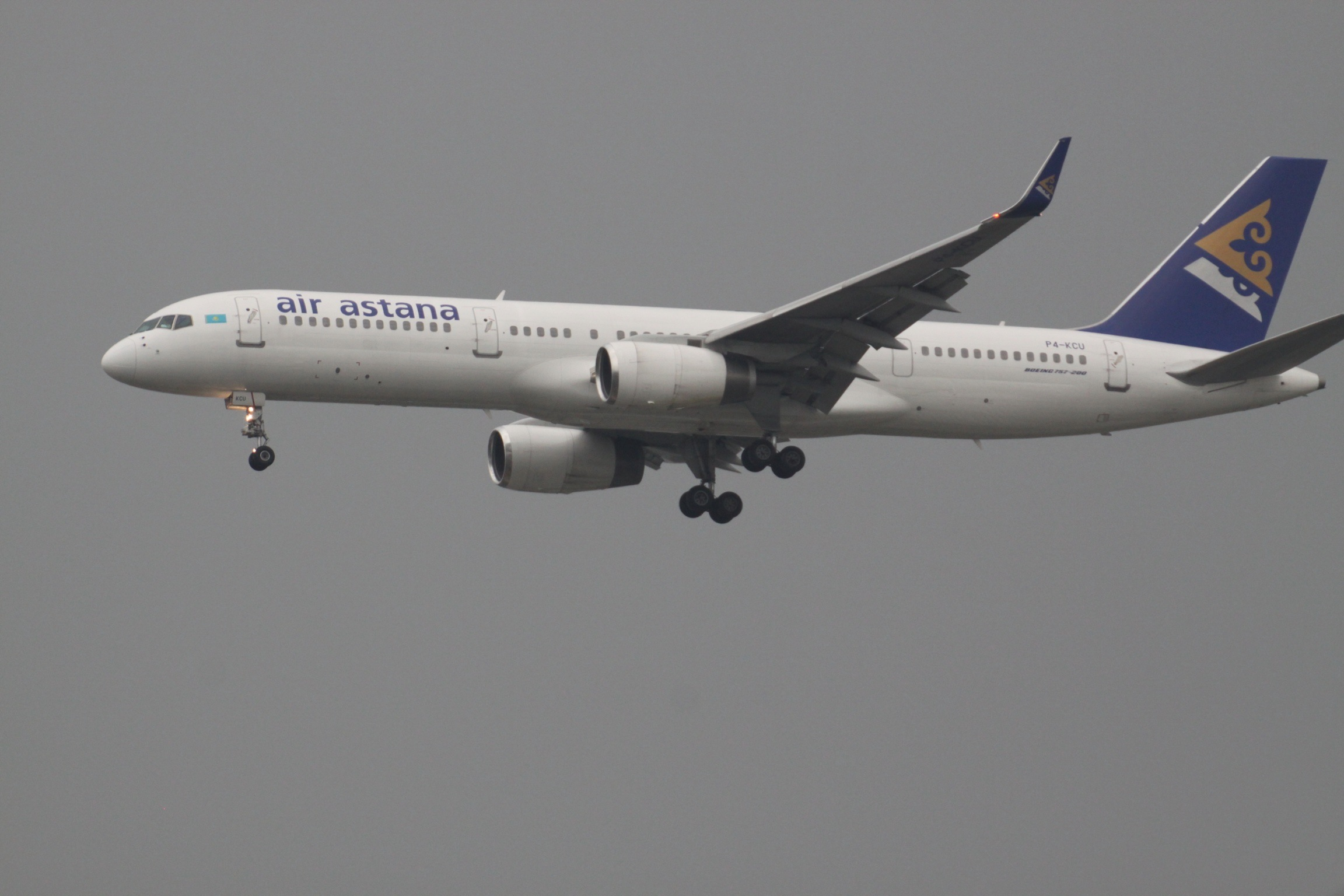
Boeing 757 de Air Astana

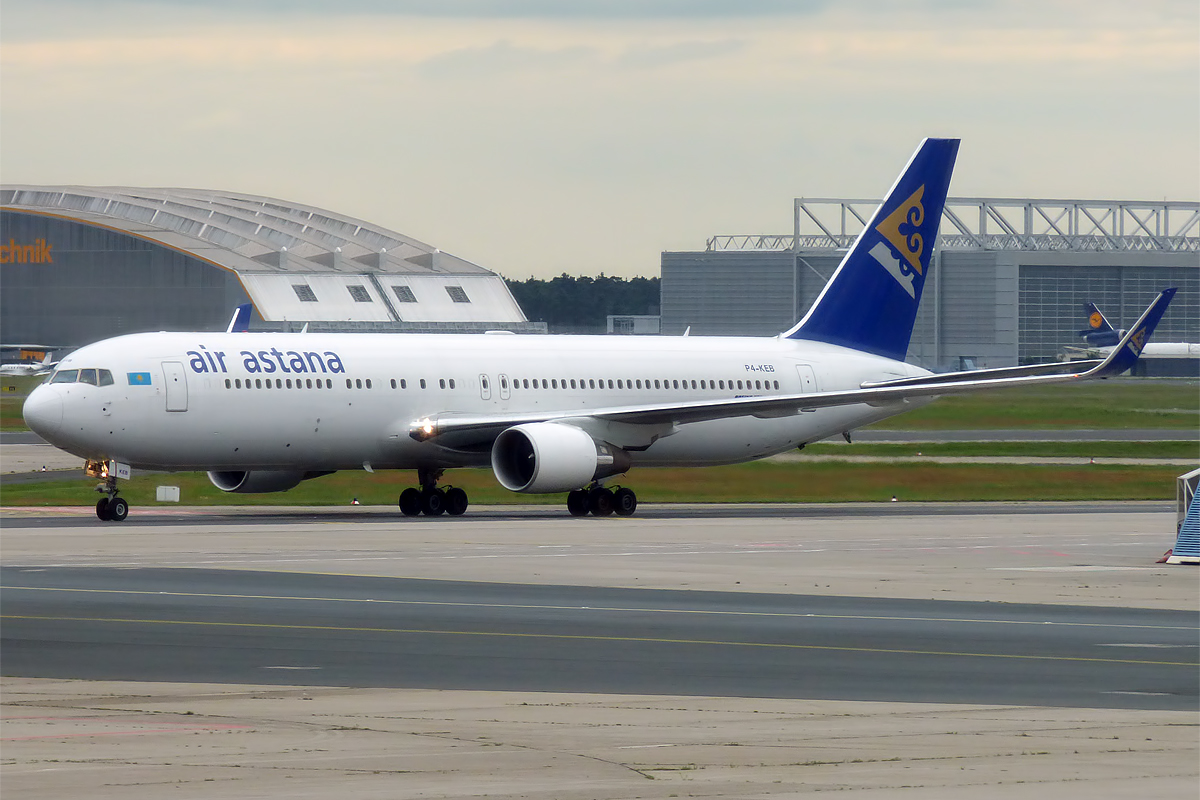
Boeing 767 de Air Astana

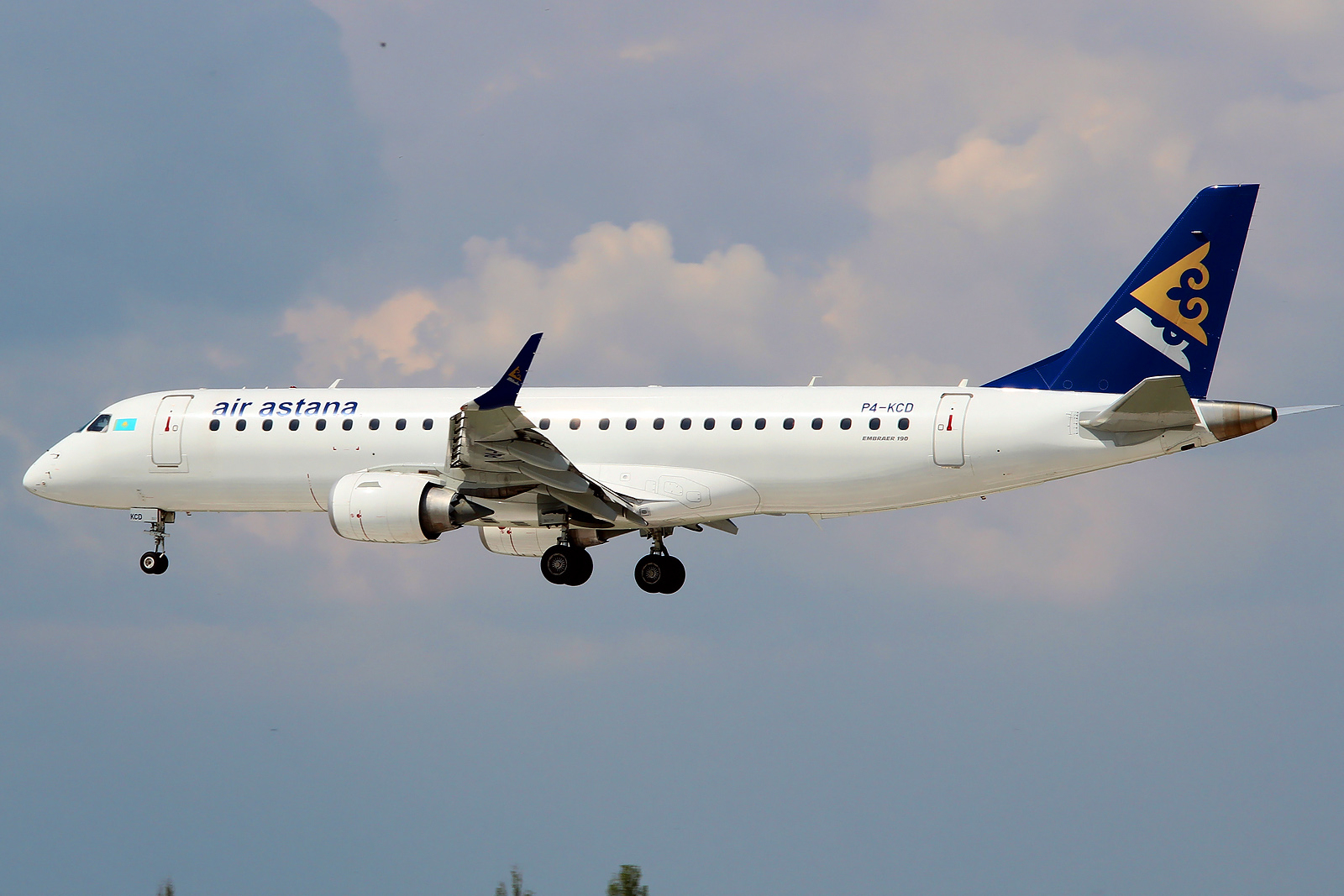
Embraer E190 de Air Astana en Járkov

La flota de Air Astana se compone de las siguientes aeronaves (a octubre de 2022):
| Airbus A320-271N    | 5  | 2 | C16/Y132 |                               |  |  |
| Airbus A321-231     | 2  | — | C28/Y151 |                               |  |  |
| Airbus A321-271N    | 4  | — | C28/Y151 |                               |  |  |
| Airbus A321-271N    | 1  | 2 | C28/Y156 |                               |  |  |
| Airbus A321-271NXLR | 11 | 5 | C16/Y150 |                               |  |  |
| Boeing 767-3KYER    | 3  | — | C30/Y193 |                               |  |  |
| Boeing 787-8        | —  | 3 | C50/Y330 |                               |  |  |
| Boeing 787-9        | —  | 3 | N/A      |                               |  |  |
| Embraer 190-E2      | 5  | — | C12/Y96  | Primer operador de E2 en Asia |  |  |
| Total               | 28 | 9 |          |                               |  |  |

La flota de la aerolínea posee a octubre de 2022 una edad promedio de: 4.1 años.